# Giampiero Albertini
Giampiero Albertini (Muggiò, 20 dicembre 1927 – Roma, 15 maggio 1991) è stato un attore e doppiatore italiano.

## Biografia
Nacque a Cascina Santa Giuliana di Taccona, nel comune di Muggiò, ed ebbe un’infanzia infelice dovuta alla morte della madre e alla faticosa convivenza in una famiglia sui generis e numerosa: tredici tra fratelli, fratellastri, sorelle e sorellastre. Il padre, Battista, era cassiere alla Falck. La madre proveniva da una famiglia contadina.
Artista dai lineamenti forti ed espressivi, iniziò la carriera artistica al Piccolo Teatro di Milano e divenne noto al grande pubblico negli anni settanta e ottanta grazie alla partecipazione a numerosi sceneggiati televisivi di successo, come La vita di Leonardo da Vinci (1972), A come Andromeda (1972), Lungo il fiume e sull'acqua (1973), Verdi (1982), I promessi sposi (1989). Sempre in televisione, nello stesso periodo fu conduttore della rubrica A come agricoltura e a partire dal 1972 fu un volto noto di Carosello nella serie pubblicitaria Gli incontentabili per gli elettrodomestici Ignis.
Partecipò a numerosi film, tra i quali spiccano I compagni, Queimada, Uomini contro, Saremo felici, Zorro e la commedia Italian Secret Service di Luigi Comencini, oltre a diversi poliziotteschi, tra cui Perché quelle strane gocce di sangue sul corpo di Jennifer? del 1972 e Roma a mano armata del 1976. 
Come doppiatore, è ricordato in particolare per aver dato la voce al tenente Colombo nell'omonima serie televisiva. Uno dei suoi ultimi lavori fu il doppiaggio del presidente iracheno Saddam Hussein per un'intervista realizzata nel 1990 da Rai 1, soltanto pochi giorni prima dello scoppio della prima guerra del Golfo. Morì improvvisamente il 15 maggio 1991, a 63 anni, per un infarto, nella sua abitazione a Roma dove viveva solo. Ne scoprì la morte solo il giorno dopo uno dei tre figli. È sepolto nel cimitero di Affile (Roma).

## Filmografia

### Cinema
- I compagni, regia di Mario Monicelli (1962)
- La marcia su Roma, regia di Dino Risi (1962)
- I disperati della gloria (Les Parias de la gloire), regia di Henri Decoin (1964)
- La vita agra, regia di Carlo Lizzani (1964)
- Thrilling, regia di Carlo Lizzani (1965)[4]
- Sette uomini d'oro, regia di Marco Vicario (1965)
- Made in Italy, regia di Nanni Loy (1965)
- Il grande colpo dei 7 uomini d'oro, regia di Marco Vicario (1966)
- L'assalto al centro nucleare, regia di Mario Caiano (1967)
- Tiffany memorandum, regia di Sergio Grieco (1967)
- Il padre di famiglia, regia di Nanni Loy (1967)
- Gangsters '70, regia di Mino Guerrini (1968)
- La pecora nera, regia di Luciano Salce (1968)
- Eat It, regia di Francesco Casaretti (1968)
- Commandos, regia di Armando Crispino (1968)
- Italian Secret Service, regia di Luigi Comencini (1968)
- Un minuto per pregare, un istante per morire, regia di Franco Giraldi (1968)
- Summit, regia di Giorgio Bontempi (1968)
- Il padre di famiglia, regia di Nanni Loy (1969)
- Queimada, regia di Gillo Pontecorvo (1969)
- Uomini contro, regia di Francesco Rosi (1970)
- Bolidi sull'asfalto - A tutta birra!, regia di Bruno Corbucci (1970)
- È tornato Sabata... hai chiuso un'altra volta!, regia di Gianfranco Parolini (1971)
- Perché quelle strane gocce di sangue sul corpo di Jennifer?, regia di Giuliano Carnimeo (1972)
- La rosa rossa, regia di Franco Giraldi (1973)
- Sette ore di violenza per una soluzione imprevista, regia di Michele Massimo Tarantini (1973)
- Partirono preti, tornarono... curati, regia di Bianco Manini (1973)
- La polizia indaga: siamo tutti sospettati (Les Suspects), regia di Michel Wyn (1974)
- E cominciò il viaggio nella vertigine, regia di Toni De Gregorio (1974)
- Zorro, regia di Duccio Tessari (1975)
- Mark il poliziotto, regia di Stelvio Massi (1975)
- Flic Story, regia di Jacques Deray (1975)
- Mark colpisce ancora, regia di Stelvio Massi (1976)
- La gang dell'Anno Santo (L'Année sainte), regia di Jean Girault (1976)
- Nina, regia di Vincente Minnelli (1976)
- Dove volano i corvi d'argento, regia di Piero Livi (1976)
- Il conto è chiuso, regia di Stelvio Massi (1976)
- Roma a mano armata, regia di Umberto Lenzi (1976)
- Ritornano quelli della calibro 38, regia di Giuseppe Vari (1977)
- La gang del parigino - Pierrot le Fou (Le Gang), regia di Jacques Deray (1977)
- Non sparate sui bambini, regia di Gianni Crea (1978)
- Suggestionata, regia di Alfredo Rizzo (1978)
- Saremo felici, regia di Gianfrancesco Lazotti (1989)

### Televisione
- Un uomo sull'acqua, regia di Mario Ferrero, trasmessa il 7 gennaio 1955.
- Anima allegra, commedia dei Fratelli Quintero, regia di Claudio Fino, trasmessa il 13 febbraio 1955.
- La strada più lunga, regia di Nelo Risi – film TV (1965)
- Geminus, regia di Luciano Emmer – miniserie TV (1969)
- Nero Wolfe – serie TV, episodio 3x02 (1971)
- La rete, regia di Gianni Serra – film TV (1971)
- Un'estate, un inverno, regia di Mario Caiano – miniserie TV (1971)
- La vita di Leonardo da Vinci, regia di Renato Castellani – miniserie TV (1971)
- A come Andromeda, regia di Vittorio Cottafavi – miniserie TV (1972)
- I Nicotera, regia di Salvatore Nocita – miniserie TV (1972)
- Lungo il fiume e sull'acqua, regia di Alberto Negrin – miniserie TV (1973)
- All'ultimo minuto – serie TV (1973)
- Sotto il placido Don, regia di Vittorio Cottafavi (1974)
- Tracce sulla neve, regia di Alessandro Cane (1975)
- Diagnosi, regia di Mario Caiano (1975)
- Gli irreperibili di Heinrich Böll, regia di Salvatore Nocita (1976)
- Extra, regia di Daniele D'Anza – miniserie TV (1976)
- Chiunque tu sia, regia di Mario Foglietti – miniserie TV (1977)
- Il guazzabuglio, regia di Enzo Trapani (1977)
- L'ultimo aereo per Venezia, regia di Daniele D'Anza (1977)
- L'inseguitore, regia di Mario Foglietti (1977)
- Sam & Sally (Sam et Sally) – serie TV, episodio 1x04 (1978)
- L'affare Stavisky, regia di Luigi Perelli (1979)
- L'enigma delle due sorelle, regia di Mario Foglietti – miniserie TV (1979)
- Illa: Punto d'osservazione, regia di Daniele D'Anza – miniserie TV (1981)
- Verdi, regia di Renato Castellani – miniserie TV (1982)
- Il diavolo al Pontelungo, regia di Pino Passalacqua (1982)
- L'enigma Borden, regia di Gian Pietro Calasso (1982)
- Incontrarsi e dirsi addio, regia di Mario Foglietti (1983)
- Piccolo mondo antico, regia di Salvatore Nocita – miniserie TV (1983)
- Aeroporto internazionale – serie TV (1985)
- Strada senza uscita, regia di Anton Giulio Majano – miniserie TV (1986)
- La piovra 3, regia di Luigi Perelli – miniserie TV (1987)
- I promessi sposi, regia di Salvatore Nocita – miniserie TV (1989)
- La stella del parco, regia di Aldo Lado (1991)

## Teatro
- Processo a Gesù di Diego Fabbri, regia di Orazio Costa, Piccolo Teatro di Milano il 2 marzo 1955.

## Doppiaggio

### Cinema
- Peter Falk in Invito a cena con delitto, Il grande imbroglio, A proposito di omicidi..., Il cielo sopra Berlino
- Mario Adorf in La polizia chiede aiuto, Giochi perversi di una signora bene
- Phil Brown in Guerre stellari
- Benson Fong in Un Maggiolino tutto matto
- Roberto Camardiel in La resa dei conti
- Bourvil in L'albero di Natale
- Philip Baker Hall in Ghostbusters II - Acchiappafantasmi II
- Charles McGraw in Impiccalo più in alto
- Martin Balsam in Il giustiziere della notte 3
- Brian Keith in Il vento e il leone
- Keenan Wynn in L'oro di Mackenna
- Umberto D'Orsi in Perry Grant agente di ferro
- José Guardiola in Crystalbrain - L'uomo dal cervello di cristallo

### Televisione
- Peter Falk in Colombo
- Ed Asner in Mary Tyler Moore e Lou Grant
- Ten. Sanders in Ai confini dell'universo (1ª edizione)
- Jack Nance in I segreti di Twin Peaks (dall'episodio pilota fino al 19° episodio della 2° stagione; sostituito da Glauco Onorato per gli ultimi tre episodi)